# Guatteria zamorae
Guatteria zamorae är en kirimojaväxtart som beskrevs av Erkens och Paulus Johannes Maria Maas. Guatteria zamorae ingår i släktet Guatteria och familjen kirimojaväxter. Inga underarter finns listade i Catalogue of Life.